# Onychopterocheilus mavromoustakisi
Onychopterocheilus mavromoustakisi är en stekelart som först beskrevs av Giordani Soika 1970.  Onychopterocheilus mavromoustakisi ingår i släktet Onychopterocheilus och familjen Eumenidae. Inga underarter finns listade i Catalogue of Life.